# 薩摩秀登
薩摩 秀登（さつま ひでと、1959年 - ）は、日本の歴史学者。明治大学大学院教養デザイン研究科および経営学部教授。専攻は西洋史学、とくに東欧史。専門は中近世ボヘミア（現チェコ共和国）史。東欧史研究会委員長を務めた。

## 経歴
出生から修学期
1959年、東京都で生まれた。一橋大学社会学部西洋史専攻で学び、1982年に卒業。卒業後は、同大学大学院歴史学専攻に進んだ。1986年から1988年まで、チェコスロヴァキアのカレル大学に留学。1989年に一橋大学大学院社会学研究科博士課程を修了。提出した学位論文『中世チェコ王国の貴族と王権』で社会学博士号を取得。審査員は阿部謹也、中村喜和、土肥恒之であった。
東欧史研究者として
1989年から1991年まで、日本学術振興会特別研究員。1991年、明治大学経営学部助手に採用された。その後、助教授、教授昇格。学界では、2008年度から2011年度の4年間、東欧史研究会委員長を務めた。

## 著書

### 単著
- 『王権と貴族：中世チェコにみる中欧の国家』日本エディタースクール出版部 、1991年。ISBN 978-4-88888-175-3
- 『プラハの異端者たち：中世チェコのフス派にみる宗教改革』現代書館〈叢書 歴史学への招待〉、1998年。ISBN 978-4-7684-6735-0
- 『物語 チェコの歴史：森と高原と古城の国』中央公論新社〈中公新書〉、2006年。ISBN 978-4-12-101838-0
- 『図説 チェコとスロヴァキア』河出書房新社〈ふくろうの本〉、2006年。ISBN 978-4-309-76087-2
- 『図説 チェコとスロヴァキアの歴史』河出書房新社〈ふくろうの本〉、2021年。ISBN 978-4-309-76308-8

### 共著
- 『ヨーロッパの成立と発展：文献解説』松本宣郎・前沢伸行・河原温共編、松本宣郎ほか共著、南窓社、2007年。ISBN 978-4-8165-0352-8
- 『辺境のダイナミズム』小澤実・薩摩秀登・林邦夫著、岩波書店〈ヨーロッパの中世 3〉、2009年。ISBN 978-4-00-026325-2

### 編著
- 『チェコとスロヴァキアを知るための56章』明石書店〈エリア・スタディーズ〉、2003年。ISBN 978-4-7503-1700-7
  - 第2版、2009年。ISBN 978-4-7503-2910-9
- 『チェコを知るための60章』阿部賢一共編著、明石書店〈エリア・スタディーズ〉、2024年。ISBN　978-4-7503-5704-1